# Satna Railway Station
Satna Railway Station är en flygplats i Indien.   Den ligger i distriktet Satna och delstaten Madhya Pradesh, i den centrala delen av landet, 600 km sydost om huvudstaden New Delhi. Satna Railway Station ligger 320 meter över havet.
Terrängen runt Satna Railway Station är platt. Runt Satna Railway Station är det tätbefolkat, med 308 invånare per kvadratkilometer. Närmaste större samhälle är Satna, 0,94 km norr om Satna Railway Station. Runt Satna Railway Station är det i huvudsak tätbebyggt.